# Paul Usteri
Paulus Usteri (Zúrich, 14 de febrero de 1768 - ibíd., 9 de abril de 1831) fue un médico, hombre político, publicista y botánico suizo.
Paul (o Paulus) era el hijo mayor del educador Leonhard Usteri (1741-1789). Su conocimiento de los acontecimientos revolucionarios en Francia, que se debía a sus contactos con muchos de sus contemporáneos, tal como se comprometió políticamente en el sentido de la Revolución (incluyendo a Johann Georg Kerner, Konrad Engelbert Oelsner, Karl Friedrich Reinhard).
Enseñó en la Universidad de Berna: derecho romano, y derecho penal y fue crítico abierto de la Berna liberal. Se convirtió en el ídolo de los estudiantes de Berna, y era considerado jefe del llamado Partido Nacional. Junto con su amigo y compañero político Hans Conrad Escher von der Linth, fundó el Schweizer Republikaner, un diario de opinión reformista moderada.

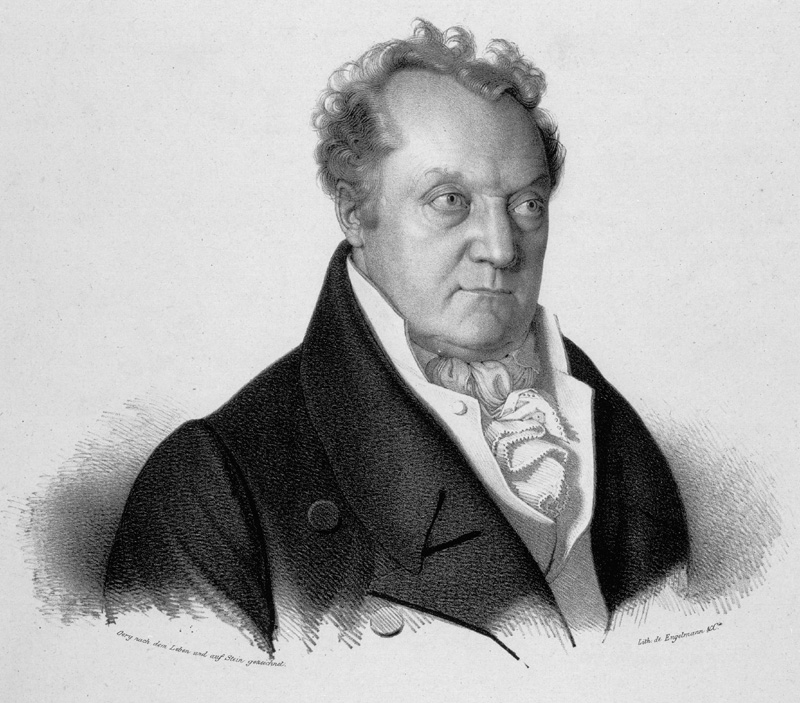
Paul Usteri

- La abreviatura «Usteri» se emplea para indicar a Paul Usteri como autoridad en la descripción y clasificación científica de los vegetales.[2]